# Mark Boone Junior
Mark Boone Junior (născut ca Mark Heidrich, n. 17 martie 1955, Cincinnati, Ohio, SUA) este un actor american.

## Filmografie
| An           | Titlu                                    | Rol                              | Note |
| ------------ | ---------------------------------------- | -------------------------------- | --- |
| 1983         | Variety                                  | Porn Customer / Business Manager | |
| 1983         | Born in Flames                           | Man on subway                    | Ca Mark Heidrich                                                                                                  |
| 1986         | The Visit                                | The visited                      | |
| 1986         | The Way It Is                            | [ 5 ]                            | |
| 1988         | Above The Law                            | Om la fereastră                  | |
| 1988         | Landlord Blues                           | George                           | |
| 1989         | Prisoners of Inertia                     | Weed                             | |
| 1989         | New York Stories                         | Hanks                            | |
| 1989         | The Equalizer                            | Hall                             | Serial TV |
| 1989         | Slaves of New York                       | Mitch                            | |
| 1989         | Borders                                  | Bob                              | |
| 1989         | Cookie                                   | Policeman                        | |
| 1989         | Last Exit to Brooklyn                    | Willie                           | |
| 1990         | In the Spirit                            | Policeman #3                     | |
| 1990         | Force of Circumstance                    |                                  | |
| 1990         | Die Hard 2                               | Shockley                         | |
| 1990         | Law & Order                              | Garage Manager                   | serial TV |
| 1990         | Quantum Leap                             | Biker                            | serial TV |
| 1991         | Fever                                    | Leonard                          | film TV |
| 1991         | Delirious                                | Cable Man                        | |
| 1991         | In the Heat of the Night                 | Barney Meacham                   | serial TV |
| 1991         | The Wonder Years                         | Repairman                        | |
| 1992         | The Paint Job                            | Tom                              | |
| 1992         | What Happened to Pete                    | Pete                             | |
| 1992         | Seinfeld                                 | OTB Patron                       | serial TV |
| 1992         | Sketch Artist                            | Sturges                          | |
| 1992         | Of Mice and Men                          | Bus Driver                       | |
| 1993         | Daybreak                                 | Quarantine Guard                 | film TV |
| 1993         | Bakersfield P.D.                         | Ed                               | serial TV |
| 1993         | Geronimo: An American Legend             | Afraid Miner                     | |
| 1994         | Hoggs' Heaven                            | Carl                             | film TV |
| 1995         | The Quick and the Dead                   | 'Scars'                          | |
| 1995         | Naomi & Wynonna: Love Can Build a Bridge | Redneck                          | film TV |
| 1995         | Last of the Dogmen                       | 'Tattoo'                         | |
| 1995         | Seven                                    | Greasy FBI Man                   | |
| 1996         | Trees Lounge                             | Mike                             | De asemenea, mulțumiri speciale. A scris și interpretat piesa „Run the Red Light Baby”                            |
| 1996         | The Beatnicks                            | Taxi Driver                      | |
| 1997         | Hack                                     | Ed                               | |
| 1997         | Rosewood                                 | Poly                             | |
| 1997         | The Game                                 | Shady Private Investigator       | |
| 1997         | Cold Around the Heart                    | Angry Man                        | |
| 1997         | Hugo Pool                                | Pool Supply Man                  | |
| 1998         | Montana                                  | Stykes                           | |
| 1998         | Vampires                                 | Catlin                           | |
| 1998         | Armageddon                               | New York Guy                     | Nemenționat |
| 1998         | I Woke Up Early the Day I Died           | Cop #3                           | |
| 1998         | The Treat                                | Bruce                            | |
| 1998         | October 22                               | Bob                              | |
| 1998         | I Still Know What You Did Last Summer    | Pawn Shop Owner                  | |
| 1998         | The Thin Red Line                        | Private Christopher Peale        | |
| 1999         | Smut                                     |                                  | |
| 1999         | Spanish Judges                           | Piece                            | |
| 1999         | The Wetonkawa Flash                      | Harley Henson                    | |
| 1999         | The General's Daughter                   | Dalbert Elkins                   | |
| 1999         | Buddy Boy                                | Vic                              | |
| 1999         | A.T.F.                                   | Jake Neill                       | Film TV |
| 2000         | The Beat Nicks                           | Nick Beat                        | |
| 2000         | Animal Factory                           | Paul Adams                       | |
| 2000         | Everything Put Together                  | Bill                             | |
| 2000         | Memento                                  | Burt                             | |
| 2000         | Get Carter                               | Jim Davis                        | |
| 2000         | The Gold Cup                             | Max                              | |
| 2001         | Ordinary Madness                         | Leo                              | |
| 2001         | Proximity                                | Eric Hawthorne                   | |
| 2001         | Curb Your Enthusiasm                     | Homeless Man                     | serial TV |
| 2002         | Long Time No See                         | Mr. Walters                      | |
| 2002         | The Real Deal                            | Cameron LaFoya                   | |
| 2003         | Shade                                    | Leipzig                          | |
| 2003         | 2 Fast 2 Furious                         | Detective Whitworth              | |
| 2003         | Greasewood Flat                          | Fred                             | |
| 2003         | Wild Turkey                              |                                  | |
| 2003         | Beautiful                                | Hank                             | |
| 2004         | Full Clip                                | Sheriff Wallace                  | |
| 2004         | Sawtooth                                 | 'Clench'                         | |
| 2004         | The Grey                                 | Jake Cantrell                    | De asemenea, producător și scriitor                                                                               |
| 2004         | Jam                                      | Ralph                            | |
| 2004         | Dead Birds                               | Joseph                           | |
| 2004         | Frankenfish                              | Joseph                           | |
| 2005         | Venice Underground                       | Wexler Reed                      | |
| 2005         | Lonesome Jim                             | Evil                             | |
| 2005         | Carnivàle                                | Alvin                            | serial TV |
| 2005         | The Nickel Children                      | The Driver                       | |
| 2005         | Batman Begins                            | Detective Flass                  | |
| 2006         | The Legend of Lucy Keyes                 | Jonas Dodd                       | |
| 2006         | Wristcutters: A Love Story               | Mike                             | |
| 2006         | Unknown                                  | Bearded Man                      | |
| 2006         | One Night With You                       | Jake Tarlow                      | |
| 2007         | If I Had Known I Was a Genius            | Engine Man                       | |
| 2007         | 30 Days of Night                         | Beau Brower                      | |
| 2008         | Vice                                     | Bugsby                           | |
| 2008         | Frozen River                             | Jacques Bruno                    | |
| 2008         | In Plain Sight                           | Neil 'Spanky' Carson             | serial TV |
| 2008         | A Perfect Place                          | Tom                              | |
| 2008         | California Indian                        | Jonathan Jensen                  | |
| 2008–2014    | Sons of Anarchy                          | Robert 'Bobby Elvis' Munson      | serial TV |
| 2009         | The Donner Party                         | Franklin Graves                  | |
| 2009         | Spooner                                  | George                           | |
| 2009         | Pinned                                   |                                  | |
| 2009         | Halloween II                             | Floyd                            | |
| 2010         | The Mother of Invention                  | Bill Dooly                       | |
| 2010         | Happiness Runs                           | Victor's Father                  | |
| 2011         | Missing Pieces                           | David Lindale                    | |
| 2011         | Pete Smalls Is Dead                      | Jack                             | |
| 2012         | Tron: Uprising                           | Kobol                            | 1 episod |
| 2013         | Look at Me                               | Randy                            | |
| 2014         | Law & Order: Special Victims Unit        | Roger Pierson                    | |
| 2014         | Life of Crime                            | Richard                          | |
| 2014         | Helicopter Mom                           | Max                              | |
| 2014         | Hell's Kitchen                           | Rolul său                        | Serial de realitate; VIP invitat la masa bucătarului pentru bucătăria lui Jason Zepaltas în finalul sezonului 12. |
| 2016         | The Birth of a Nation                    | Reverend Walthall                | |
| 2016         | American Romance                         | Hank                             | |
| 2016         | Let Me Make You a Martyr                 | Larry Glass                      | [ 8 ] |
| 2016         | Flaked                                   | Jerry                            | serial TV |
| 2016–2017    | The Last Man on Earth                    | Pat Brown                        | 4 episoade |
| 2017         | Patriot                                  | Rob Saperstein                   | Serial TV Amazon                                                                                                  |
| 2017         | American Satan                           | Elias                            | |
| 2017         | Elementary                               | Guitar Expert                    | Episodul: The Ballad of Lady Frances                                                                              |
| 2017         | Ghost House                              | Reno                             | |
| 2017         | The Jade Pendant                         | Captain Wynne                    | |
| 2019         | The Mandalorian                          | Ranzar Malk                      | Episodul: "Chapter 6: The Prisoner"                                                                               |
| 2019         | Run with the Hunted                      | Sway                             | [ 9 ] |
| 2021         | The Gateway                              | Gary                             | |
| 2021         | Ida Red                                  | Benson Drummond                  | |
| 2021-present | Paradise City                            | Elias                            | spin-off TV al American Satan                                                                                     |
| TBA          | Shriver                                  |                                  | Post-producție |